# الیوت لی
الیوت لی (انگلیسی: Elliot Lee؛ زادهٔ ۱۶ دسامبر ۱۹۹۴) یک بازیکن فوتبال اهل بریتانیا است.